# Pierre-Médard Diard
Pierre-Médard Diard (1794 - 1863) fue un naturalista y explorador francés.
Comenzó estudios de medicina, aunque los interrumpió para enrolarse en el Ejército francés de 1813 a 1814. Luego de su baja del servicio, estudia con Georges Cuvier (1769-1832). Y al mando de Alfred Duvaucel (1793-1825), parte a la India en 1817 recolecctando especímenes de historia natural a cuenta del Museo Nacional de Historia Natural de Francia. Al año siguiente, con Duvaucel, trabaja como naturalista para Sir Thomas S. Raffles (1781-1826). Mas en 1821, sus colecciones son confiscadas por la Compañía Británica de las Indias Orientales.
Diard viajó por las Indias Orientales entre 1827 y 1848. Recolectó varios especímenes, algunos de los cuales envió al naturalista Coenraad J. Temminck a la ciudad de Leiden, Holanda. Antes había sido un explorador que contribuyó ayudando a los misioneros católicos en Nueva Francia.

## Honores
Diard ha sido conmemorado en los nombres de diversos animales, entre los que se encuentran los siguientes:
- Coilodera dairdi, coleóptero de la familia Scarabaeidae descrita por Hippolyte Louis Gory (1852-?) & Achille Rémy Percheron (1797-1869) en 1833
- Harpactes diardii ave de la familia Trogonidae descrita por Temminck en 1832
- Hyllus diardi, araña
- Macronota diardi, escarabajo
- Carineta diardi, cicada
- Rhopodytes diardi, ave de la familia Cuculidae descrita por René P. Lesson (1794-1849) en 1830
- Sewellia diardi, pez
- Typhlops diardi, serpiente
- Lophura diardi, faisán siamés
- Harpactes diardii, ave
- Phaenicophaeus diardi, ave
- Neofelis diardi, pantera nebulosa de Borneo
- Subespecie de la pantera nebulosa, Neofelis nebulosa diardi, promovida al rango de especie en 2007 con el nombre de Neofelis diardi